# فرانك لومباردو
فرانك لومباردو (بالإنجليزية: Frank Lombardo)‏ هو سياسي أمريكي، ولد في 12 يوليو 1958. حزبياً، نشط في الحزب الديمقراطي. وقد انتخب عضو مجلس ولاية رود آيلاند.